# 김준상 (야구 선수)
김준상(2004년 8월 2일 ~ )은 KBO 리그 두산 베어스의 내야수이다.

## 두산 베어스시절
2025년에 입단하였다. 2025년 5월 28일 kt wiz와의 경기에 출전하며 데뷔 첫 경기를 치렀고, 경기에서 4타수 1안타를 기록하였다.

## 출신 학교
- 상일초등학교
- 모가중학교
- 유신고등학교
- 동의과학대학교